# Токаренко, Владимир Петрович
Токаренко, Владимир Петрович  (24 октября 1937, Мурманск, Мурманский округ, Ленинградская область, РСФСР, СССР — 13 февраля 2019, Пасечная, Барышевский район Киевская область, Украина) — ликвидатор аварии на Чернобыльской АЭС, почётный энергетик СССР, заместитель управляющего трестом Южтеплоэнергомонтаж.

## Биография
Родился 24 октября 1937 в Мурманске.
В начале Великой Отечественной войны с семьей был эвакуирован в Украинскую ССР[уточнить].
Работать начал с 17 лет слесарем треста «Востокэнергомонтаж» в городе Ангарске, потом учился на токаря, вскоре стал мастером.
В 1960 работал главным инженером монтажной площадки в городе Бийск.
С 1968 был главным инженером на Криворожская ГРЭС.
В 1973 году стал начальником Чернобыльского монтажного управления. Руководил монтажными работами на строительстве Чернобыльская АЭС, устанавливавшего все тепловое и ядерное оборудование на ЧАЭС.
1982 назначен заместителем управляющего трестом Южтеплоэнергомонтаж (ЮТЭМ).
В момент аварии на Чернобыльской АЭС находился в Припяти, в 5 утра уже был у на ЧАЭС, на личном транспорте эвакуировал персонал.
26 и 27 апреля работал на расстоянии 150 м. от поврежденного реактора. С 28 апреля по 2 мая работал на вертолетных площадках. Участвовал в тушении реактора с вертолетов. В общей сложности работа на ЧАЭС до декабря 1986 года составила более 70 суток.
Был несколько раз отправлен на лечение лучевой болезни, но каждый раз возвращался и продолжал работу по ликвидации последствий аварии. Руководил монтажными и ремонтными работами.
Получил личную благодарность от Бориса Евдокимовича Щербины.
В 1986 был награждён Орденом Ленина за самоотверженный труд при ликвидации аварии на ЧАЭС.
С 1988 года руководил советскими специалистами на строительстве АЭС Темелин в Чехии.
В 2001 году вернулся на Украину.
Скончался 13 февраля 2019 года в селе Пасечная на 82-м году жизни после продолжительной болезни.

## Упоминания его действий при ликвидации аварии на ЧАЭС в литературе
«Возродившие Чернобыль» — Ленина Кайбышева (1987 год)
На переднем крае этого фронта гражданским людям приказать было нельзя. А вот повести за собой — можно. Так и поступил заместитель управляющего трестом Южтеплоэнергомонтаж В. П. Токаренко. Он эвакуировал людей с территории АЭС, руководил монтажными и ремонтными работами на первом и втором энергоблоках.
«Чернобыльская тетрадь» — Григорий Устинович Медведев («Новый мир», 1989 год)
«Подходы к реактору с воздуха были опасны, мешала вентиляционная труба четвёртого блока, высота которой составляла сто пятьдесят метров. Нестеров и Серебряков произвели замер активности над реактором на разных высотах. Ниже ста десяти метров не опускались, ибо резко возрастала активность. На высоте сто десять метров — 500 ренгген в час. Но после „бомбометания“ наверняка поднимется ещё выше. Для осуществления сброса песка необходимо зависнуть над реактором на три-четыре минуты. Доза, которую получат за это время пилоты, составит от 20 до 80 рентген в зависимости от степени радиационного фона.
Наконец, первую партию в шесть мешков с песком погрузили на Ми-6. С вертолетами на „бомбежку“ вылетали поочередно Н. К. Антонщук, В. Д. Дейграф, В. П. Токаренко. Они монтировали этот реактор, и летчикам надо было поточнее показать, куда бросать мешки.»
«После Чернобыля» — Ленина Семёновна Кайбышева (1996 год)
«Буквально накануне аварии из Киева в Припять приехал В. П. Токаренко, заместитель управляющего ЮТЭМа (трест „Южтеплоэнергомонтаж“), устанавливавшего все тепловое и ядерное оборудование на ЧАЭС. Надо было обсудить, как получше использовать ЮТЭМовский башенный кран „Демаг“ у строившегося в то период пятого энергоблока станции. Остался на ночь, чтобы в субботу отправиться на стройплощадку. А около 5 утра зазвонил телефон — авария. Пытался дозвониться до Киева, но линия оказалась заблокированной. Тогда Владимир Петрович на своей личной машине, а за ним на другой — Виктор Григорьевич Микитась и другие монтажники бросились на станцию. Охрана их хорошо знала в лицо и пропустила.»
«База ЮТЭМа находилась всего в 150 метрах от четвёртого блока. Токаренко ещё не знал, что конкретно произошло на станции, но ему было абсолютно ясно: надо немедленно вывозить оставшихся там людей. Пересчитали присутствующих, чтобы никого не забыть. …
Он то ходил, то ездил на своей машине от объекта к объекту, как потом выяснилось, прямо по кускам графита в Припять, в Чернобыль и снова на станцию. Получил дозу около ста бэр (ориентировочно, поскольку дозиметристы и медики обследовать монтажников начали только 29 апреля). Машину пришлось бросить — она оказалась слишком „грязной“.»
«Руководители ЮТЭМа постоянно работали вместе со своими коллективами. В. В. Токаренко сменил другой заместитель начальника А. И. Заяц, потом снова приехал Токаренко, затем Ф. М. Хлыстов, а Токаренко пришлось на месяц лечь в больницу. Попеременно работали В. В. Федоренко, начальники отделов Е. Г. Штейн, А. П. Матвеев, И. С. Демченко, B.C. Худолей, В. И. Бородей, парторг Серик. А осенью 86-го я снова увидела в Чернобыле Токаренко, умного и очень уставшего человека, и убедилась: он — руководитель и человек — пользуется колоссальным уважением окружающих.»
«Чернобыль 12 лет спустя» — Геннадий Присяжный (Одесса, 1998 год)
«Ф.Хлыстов и В.Токаренко находили возможность оказать помощь в любое время суток.
Они помогали видеть аварию их глазами, их советы и рекомендации по ведению работ имели исключительно важную роль в совершенствовании моей профессиональной подготовки и исполнению служебных обязанностей в зоне аварии АЭС. »

## Награды
- 1970 — Медаль За доблестный труд
- 1975, 1977, 1978 — Знаки Победитель социалистического соревнования
- 1976 — Знак Отличник Минэнерго СССР
- 1977 — Орден Знак Почета
- 1983 — Медаль Ветеран труда
- 1982 — Орден Октябрьской Революции
- 1986 — Орден Ленина за самоотверженный труд при ликвидации аварии на ЧАЭС[2]
- 1986 — Знак участника ликвидации последствий аварии на ЧАЭС
- 1987 — знак Почетный энергетик СССР
- Две Золотые медали ВДНХ «За успехи в народном хозяйстве СССР»
- Знак Почетный энергетик России
- Знак Почетный энергетик Украины

## Семья
Его сестра — Вера Петровна Сметник (1938—2017) — советский и российский учёный в области гинекологической эндокринологии, доктор медицинских наук, профессор, заслуженный деятель науки РФ, президент Российской ассоциации гинекологов-эндокринологов.